# Tour du Rwanda 2022
Il Tour du Rwanda 2022, venticinquesima edizione della corsa e valevole come prima prova dell'UCI Africa Tour 2022 categoria 2.1, si svolse in otto tappe dal 20 al 27 febbraio 2022, su un percorso di 937,1 km, con partenza e arrivo a Kigali, in Ruanda. La vittoria fu appannaggio dell'eritreo Natnael Tesfatsion, il quale completò il percorso in 23h25'34", alla media di 40,002 km/h, precedendo l'ucraino Anatolij Budjak e l'irlandese Jesse Ewart.
Sul traguardo di Kigali 65 ciclisti, su 90 partiti dalla medesima località, portarono a termine la competizione. 

## Tappe
| Tappa  | Data        | Percorso                                                          | km    | Vincitore di tappa | Leader cl. generale |
| ------ | ----------- | ----------------------------------------------------------------- | ----- | ------------------ | ------------------- |
| 1ª     | 20 febbraio | Kigali (Kigali Arena) > Kigali (Kigali Arena) (cron. individuale) | 4,0   | Alexandre Geniez   | Alexandre Geniez    |
| 2ª     | 21 febbraio | Kigali (Amahoro Stadium) > Rwamagana                              | 148,3 | Sandy Dujardin     | Alexandre Geniez    |
| 3ª     | 22 febbraio | Kigali (MIC Building) > Rubavu                                    | 155,9 | Jhonatan Restrepo  | Jhonatan Restrepo   |
| 4ª     | 23 febbraio | Kigali (Kimironko) > Gicumbi                                      | 124,3 | Kent Main          | Axel Laurance       |
| 5ª     | 24 febbraio | Muhanga > Musanze                                                 | 124,7 | Alexandre Geniez   | Ángel Madrazo       |
| 6ª     | 25 febbraio | Musanze > Kigali (Kigali Convention Centre)                       | 152,0 | Anatolij Budjak    | Natnael Tesfatsion  |
| 7ª     | 26 febbraio | Kigali (Nyamirambo) > Kigali (Monte Kigali)                       | 152,6 | Alan Boileau       | Natnael Tesfatsion  |
| 8ª     | 27 febbraio | Kigali (Canale Olympia) > Kigali (Canale Olympia)                 | 75,3  | Moise Mugisha      | Natnael Tesfatsion  |
| Totale | Totale      | Totale                                                            | 937,1 |                    |                     |

## Squadre e corridori partecipanti
| N.    | Cod. | Squadra                         |
| ----- | ---- | ------------------------------- |
| 1-5   | TEN  | TotalEnergies                   |
| 11-15 | RWA  | Ruanda                          |
| 21-25 | IPT  | Israel-Premier Tech             |
| 31-35 | DRA  | Drone Hopper-Androni Giocattoli |
| 41-45 | TIS  | Tarteletto-Isorex               |
| 51-55 | BBK  | B&B Hotels-KTM                  |
| 61-65 | WGC  | Wildlife Generation Pro Cycling |
| 71-75 | GBR  | Gran Bretagna                   |
| 81-85 | BBH  | Burgos-BH                       |
| 91-95 | BAI  | Bike Aid                        |

| N.      | Cod. | Squadra                    |
| ------- | ---- | -------------------------- |
| 101-105 | DZA  | Algeria                    |
| 111-115 | BIG  | Benediction Ignite         |
| 121-125 | TNN  | Team Novo Nordisk          |
| 131-135 | PRO  | ProTouch                   |
| 141-145 | TCO  | Team Coop                  |
| 151-155 | TSG  | Terengganu Cycling Team    |
| 161-165 | MAR  | Marocco                    |
| 171-175 | SVL  | Saris Rouvy Sauerland Team |
| 181-185 | GTB  | Grant Thornton-Bike Zone   |

## Evoluzione delle classifiche
| Tappa             | Vincitore         | Classifica generale Maglia gialla | Classifica scalatori Maglia arancione | Classifica giovani Maglia azzurra | Classifica sprinter Maglia blu | Classifica ciclisti africani Maglia verde | Classifica a squadre            |
| ----------------- | ----------------- | --------------------------------- | ------------------------------------- | --------------------------------- | ------------------------------ | ----------------------------------------- | ------------------------------- |
| 1ª                | Alexandre Geniez  | Alexandre Geniez                  | Non assegnata                         | André Drege                       | Non assegnata                  | Kent Main                                 | TotalEnergies                   |
| 2ª                | Sandy Dujardin    | Alexandre Geniez                  | El Houcaine Sabbahi                   | André Drege                       | El Houcaine Sabbahi            | Kent Main                                 | TotalEnergies                   |
| 3ª                | Jhonatan Restrepo | Jhonatan Restrepo                 | Axel Laurance                         | Axel Laurance                     | El Houcaine Sabbahi            | Natnael Tesfatsion                        | Drone Hopper-Androni Giocattoli |
| 4ª                | Kent Main         | Axel Laurance                     | Samuel Mugisha                        | Axel Laurance                     | Sandy Dujardin                 | Natnael Tesfatsion                        | Drone Hopper-Androni Giocattoli |
| 5ª                | Alexandre Geniez  | Ángel Madrazo                     | Jean Bosco Nsengimana                 | Natnael Tesfatsion                | Alexandre Geniez               | Natnael Tesfatsion                        | Drone Hopper-Androni Giocattoli |
| 6ª                | Anatolij Budjak   | Natnael Tesfatsion                | Jean Bosco Nsengimana                 | Natnael Tesfatsion                | Pierre Rolland                 | Natnael Tesfatsion                        | Drone Hopper-Androni Giocattoli |
| 7ª                | Alan Boileau      | Natnael Tesfatsion                | Jean Bosco Nsengimana                 | Natnael Tesfatsion                | Pierre Rolland                 | Natnael Tesfatsion                        | Bike Aid                        |
| 8ª                | Samuel Mugisha    | Natnael Tesfatsion                | Samuel Mugisha                        | Natnael Tesfatsion                | Sandy Dujardin                 | Natnael Tesfatsion                        | Bike Aid                        |
| Classifica finale | Classifica finale | Natnael Tesfatsion                | Samuel Mugisha                        | Natnael Tesfatsion                | Sandy Dujardin                 | Natnael Tesfatsion                        | Bike Aid                        |

Maglie indossate da altri ciclisti in caso di due o più maglie vinte

- Nella 2ª tappa Jhonatan Restrepo, secondo nella prima tappa, ha indossato la maglia arancione; Sandy Dujardin, terzo nella prima tappa, ha indossato la maglia blu.
- Nella 3ª tappa Abram Stockman ha indossato la maglia blu al posto di El Houcaine Sabbahi.
- Nella 4ª e 5ª tappa Natnael Tesfatsion ha indossato la maglia azzurra al posto di Axel Laurance.
- Nella 7ª e 8ª tappa Henok Mulubrhan ha indossato la maglia azzurra al posto di Natnael Tesfatsion.